# Linyphantes tragicus
Linyphantes tragicus là một loài nhện trong họ Linyphiidae.
Loài này thuộc chi Linyphantes. Linyphantes tragicus được Richard C. Banks miêu tả năm 1898.